# دودلي تومسون
دودلي تومسون (بالإنجليزية: Dudley Joseph Thompson)‏ هو محامي ودبلوماسي وسياسي جامايكي، ولد في 19 يناير 1917 في بنما، وتوفي في 20 يناير 2012 بنيويورك في الولايات المتحدة. حزبياً، نشط في حزب الشعب الوطني ‏. وقد انتخب سفير وانتخب عضو مجلس نواب جامايكا وانتخب وزير الخارجية والتجارة الخارجية (1975 – 1977).